# Abdoulaye Bio Tchané
Abdoulaye Bio Tchané   (Djougou, 25 d'octubre de 1952) és un economista i polític beninès, ministre en els governs dels presidents Patrice Talon i Mathieu Kérékou i expresident del Banc de Desenvolupament de l'Àfrica Occidental.

## Formació
Nascut el 25 d'octubre del 1952 a Djougou, és on va estudiar la primària. Havent completat el batxillerat científic el 1972 al Liceu Béhanzin de Porto-Novo, el 1976 va obtenir un màster en economia a la Universitat de Borgonya, a Dijon. Del 1977 al 1979, va fer un màster en banca al Centre de Formació i Estudis Bancaris d'Àfrica Occidental de Dakar. Llavors, el 1985, va diplomar-se en finances islàmiques.

## Carrera
Va iniciar-se en el món laboral al Banc Central dels Estats d'Àfrica Occidental, on va arribar a ser director dels departaments econòmic i monetari. El maig del 1998, mentre hi treballava, el president Mathieu Kérékou el va nomenar ministre d'Economia i Finances.
El 10 de gener del 2002, va ocupar el càrrec de director del departament d'Àfrica del Fons Monetari Internacional fins al 2007. Més tard, el gener del 2008, va ser proposat pels estats membres de la Comunitat Econòmica dels Estats de l'Àfrica Occidental com a president del Banc de Desenvolupament de l'Àfrica Occidental, que dirigiria fins al 2011.
Va dimitir de la presidència del Banc Central dels Estats d'Àfrica Occidental una vegada va ser validada la seva candidatura pel Tribunal Constitucional de Benín en el marc de les eleccions presidencials de 2011, en les quals era un dels preferits en l'etapa prèvia a la votació, però va sortir tercer. Aleshores Christian Adovelande va ser triat per a substituir-lo en el càrrec.
El 2016, es va presentar a les eleccions presidencials i va acabar quart a la primera ronda amb un 8,79 % dels vots emesos. Com que va donar suport a la candidatura de Patrice Talon en la segona volta, en guanyar aquest les eleccions, el 7 d'abril d'aquell any el va designar, d'una banda, ministre de Planificació i Desenvolupament i, de l'altra, ministre de Desenvolupament i Coordinació de l'Acció Governamental.
Actualment, es manté com a secretari general del segon partit polític de Benín, el Bloc Republicà. A banda, des del 2016 és ex officio membre de la junta directiva del Banc Africà del Desenvolupament, del Banc Islàmic de Desenvolupament, de l'Organisme Multilateral de Garantia d'Inversions (que pertany al Banc Mundial) i del mateix Banc Mundial.

## Premis
L'any 2014, va ser condecorat doctor honoris causa per la Xarxa d'Universitats de Ciència i Tecnologia dels Països de l'Àfrica Subsahariana.

## Publicacions
- Lutter contre la corruption : un impératif pour le développement du Bénin dans l'économie internationale (lit. ‘Lluitar contra la corrupció: un imperatiu per al desenvolupament de Benín dins l'economia internacional’), amb Philipe Montiguy (2000)
- Les défis de l'Afrique (lit. ‘Els desafius de l'Àfrica’), amb Marie-Hélène Aubert, Georges Balandier i Jacques Boyon. (2005)